# 大塚晶文
大塚 晶文（おおつか あきのり、1972年1月13日 - ）は、千葉県千葉市花見川区出身の元プロ野球選手（投手、右投右打）、プロ野球コーチ。

## 概要
投手としてサンディエゴ・パドレスで1度の地区優勝に貢献。個人ではNPBで合計1個のタイトルを獲得している。
2003年から2007年までの登録名は大塚 晶則（読み同じ）。

## 経歴

### プロ入り前
小学3年時、地元こてはし台の少年野球チームに入り野球を始める。
その後、横芝敬愛高等学校へ進学。1年時に母が病気で他界したが、兄や姉、後見人の支えもあり、野球を続ける。高校3年夏の千葉県大会では、4回戦で八千代東高校を3-2で破った。同試合後、八千代東のエースだった恩田寿之（のちにかずさマジックへ入団）から千羽鶴を手渡された。しかし5回戦で八千代松陰高校に敗れ、甲子園出場は逃した。大塚は後年、「これが僕の高校時代の一番の思い出です」と語っている（当時の新聞記事）。
高校卒業後は首都大学野球連盟所属の強豪校・東海大学へ入学。4年春にはリーグ最優秀投手に輝く。大学卒業後は社会人野球・日本通運に進み（同期には関口伊織がいた）、2年目から都市対抗野球大会に補強選手として出場した。第67回都市対抗野球大会では本田技研の補強としてエース・入来祐作との2本柱で優勝に貢献し、胴上げ投手となる。
1996年度ドラフト会議にて近鉄バファローズから2位指名を受け、入団。背番号は、野茂英雄のメジャー移籍後、空き番号となっていた11を自ら希望し、継承した。

### 近鉄時代
1997年は久保康生の指導を受け、ルーキーイヤーながら52試合に登板。主にリリーフでの登板で100奪三振を超えるなど主にセットアップとして活躍した。
1998年は赤堀元之に代わるクローザーとしてパ・リーグ新記録の35セーブを挙げ、最優秀救援投手に輝く。
1999年は故障でシーズンの半分を棒に振ったが、その後も不動のクローザーとして活躍。
2000年は39試合に登板し、1勝3敗24セーブ防御率2.38。最下位に沈んだチームの中で奮闘した。
2001年は開幕戦からセーブを挙げるも、不安定な投球が続き、中継ぎや二軍降格の屈辱を味わう。しかし、シーズン後半の9月には自身2度目の月間MVPを受賞する活躍を見せた。48試合に登板して2勝5敗26セーブ防御率4.02とやや安定感は欠いたが、近鉄の12年ぶり4度目のリーグ優勝に貢献。球団にとって最後の日本シリーズとなったヤクルトスワローズとの頂上決戦は、第2戦・第5戦に登板。大塚は第2戦のセーブによって日本シリーズにおいて最後にセーブを挙げた近鉄の投手となった。また同試合はチーム最後の日本シリーズ勝利となった。第5戦は7回二死から登板し、1回1/3を無失点に抑えたがチームは敗れ、球団史上初の日本一を逃した。近鉄は2004年シーズン終了後、オリックス・ブルーウェーブとの合併により消滅。大塚は近鉄の投手として日本シリーズで最後に登板した投手となった。ちなみに当時自身のニックネームを公募する企画があり、背番号11にちなみ「鉄人11号」などの候補があったが意に適うものがなく企画は白紙となった。
2002年は2勝1敗22セーブ防御率1.28を記録し安定感抜群の投球内容を見せた。登板数は開幕直前に脇腹痛で出遅れたこともあり、前年を下回る41試合にとどまった。シーズン終了後、ポスティングシステムでのメジャーリーグ移籍を目指したがメジャーからの入札はなかった。大塚はポスティングにかけられた時点で余剰戦力になったはずであると主張し、自由契約を希望した。

### 中日時代
2003年はシーズン開幕前の3月20日、金銭トレードにて中日ドラゴンズへ移籍。当初は中継ぎだったがシーズン途中で退団したエディ・ギャラードに代わりクローザーへ転向。51試合に登板し、1勝3敗17セーブ防御率2.09と、セ・リーグでも力を見せつけた。シーズン途中に登録名を晶文から晶則へ変更（「晶文」では「あきのり」と読みづらいため）。オフに再びポスティングでの移籍を目指した。

### パドレス時代
2003年12月10日、サンディエゴ・パドレスが30万ドルで落札し、2年契約で入団。
2004年4月6日の対ロサンゼルス・ドジャース戦でメジャーデビュー。当初は敗戦処理としてスタートしたが、4月に挙げた初勝利および初セーブ以降はセットアッパーとして定着。6月11日の対ニューヨーク・ヤンキース戦では、8回と9回を投げて松井秀喜を含む打者6人を完璧に抑えた。9月にはESPNの選出する「お買い得だったFA選手ベスト10」の6位にランクインした。日本人選手としてシーズン最多となる73試合に登板。リリーフ投手中リーグ3位の防御率1.75と同5位の奪三振率10.13、2位の被打率.199を記録し、リーグ最多となる34ホールドを達成。
2005年シーズンは、アウェイで0勝8敗、防御率6.92、WHIP2.08と打ち込まれ前年の成績を下回った。ホームでは防御率1.23、WHIP0.95と好投し、チームとして7年ぶりの地区優勝に貢献した。

### レンジャーズ時代
2006年1月4日、クリス・ヤング、エイドリアン・ゴンザレス、ターメル・スレッジとのトレードにより、ビリー・キリアン、アダム・イートンと共にテキサス・レンジャーズへ移籍。開幕前には3月に開催された第1回ワールド・ベースボール・クラシック(WBC)の日本代表に選出された。抑えとして5試合に登板し、日本代表の優勝に貢献。特に決勝戦では8回裏一死で1点差に迫られた直後という厳しい場面での登板だったが、わずか4球で二死を取り日本代表を救った。その後、味方が4点を追加し9回裏を1失点で切り抜け、WBC初の胴上げ投手となった。
レギュラーシーズンではクローザーを務めたフランシスコ・コーデロの不調に伴い、クローザーへ抜擢。メジャー屈指の投手有利な球場であったペトコ・パークをホームとした前年シーズンと変わり、メジャー屈指の打者有利な球場であるレンジャーズ・ボールパーク・イン・アーリントンをホームに防御率1.67、WHIP0.99と好投した。9月3日の対クリーブランド・インディアンス戦では佐々木主浩以来となる日本人メジャーリーガー2人目の30セーブを達成。その後は頭痛の影響により19日から登板せずシーズンが終了。リリーフ投手中リーグ7位の与四球率1.66と安定した制球力を見せ、2勝4敗32セーブ、リリーフ投手中リーグ8位の防御率2.11、同8位のWHIP1.07を記録した。

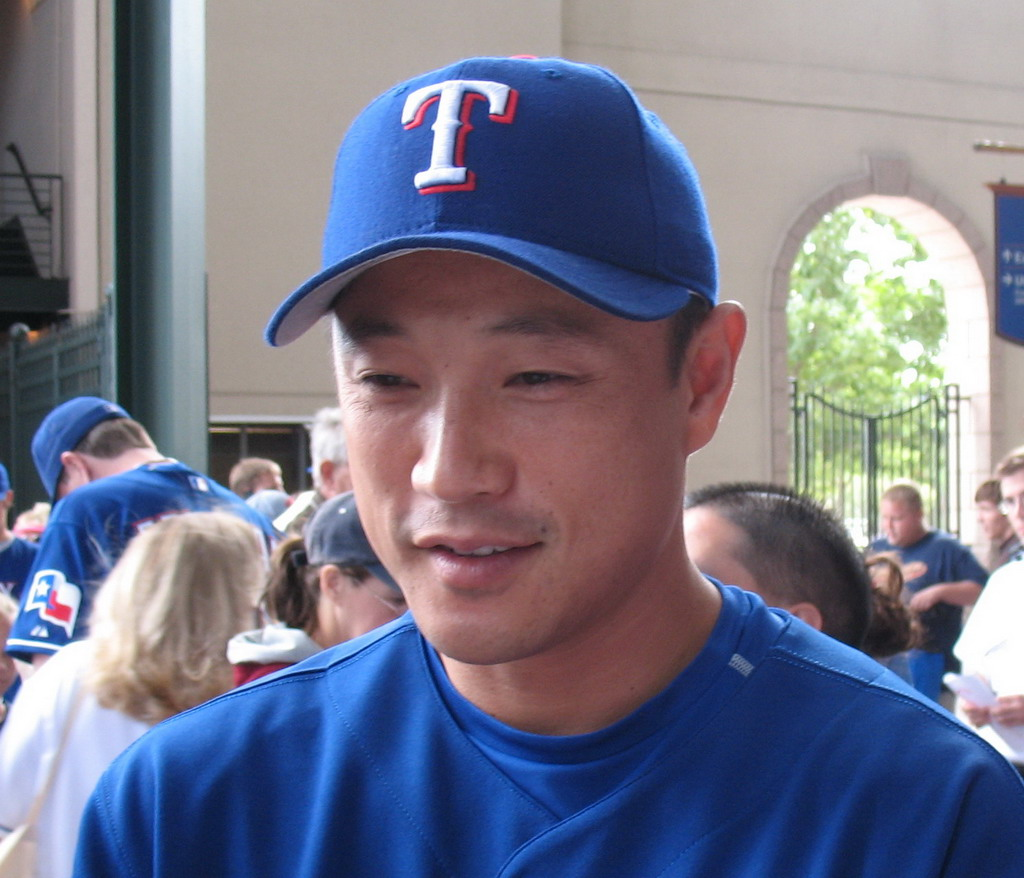
レンジャーズ時代（2007年）

2007年はエリック・ガニエの加入により、再びセットアップマンとしての起用となった。6月20日の対シカゴ・カブス戦ではサミー・ソーサがメジャーリーグ史上5人目となる通算600号本塁打を放ち、ブルペンで投球練習をしていた大塚がそれを捕球し、ソーサ本人に手渡した。その後も好投を続けたが、7月9日に右肘を痛め故障者リスト（DL）入りし、そのままシーズンを終える。同年のシーズンオフには球団側から契約延長の申し出がなく、FAとなった。この年を最後に2014年まで実戦から遠ざかり、球団へ所属せず手術によるリハビリが続くこととなる。

### レンジャーズ退団後
2008年1月9日にトミー・ジョン手術を受けリハビリ後、2010年1月22日には3度目となる肘の手術があり、その後も現役復帰へ向けてリハビリを続けた。
2011年5月20日、ペトコ・パークでの始球式に出席し、トレバー・ホフマン発案により東日本大震災のチャリティーの一環としてホフマンと共にサイン会を行った。6月には同年サマーリーグに初参加した「サムライ ALL JAPAN」の投手兼任コーチとして実戦復帰した、登板機会はなかった。
2012年8月、NOMOベースボールクラブが青少年育成活動の一環として行った中学生チームによる日米親善試合にて、長谷川滋利が総監督を務めるアメリカ代表チームの投手コーチを務めた。
右肘の状態が上向かないため左投げにも挑戦したが、2013年は再び右投げ一本での現役復帰を目指した。

### 独立リーグ・信濃時代

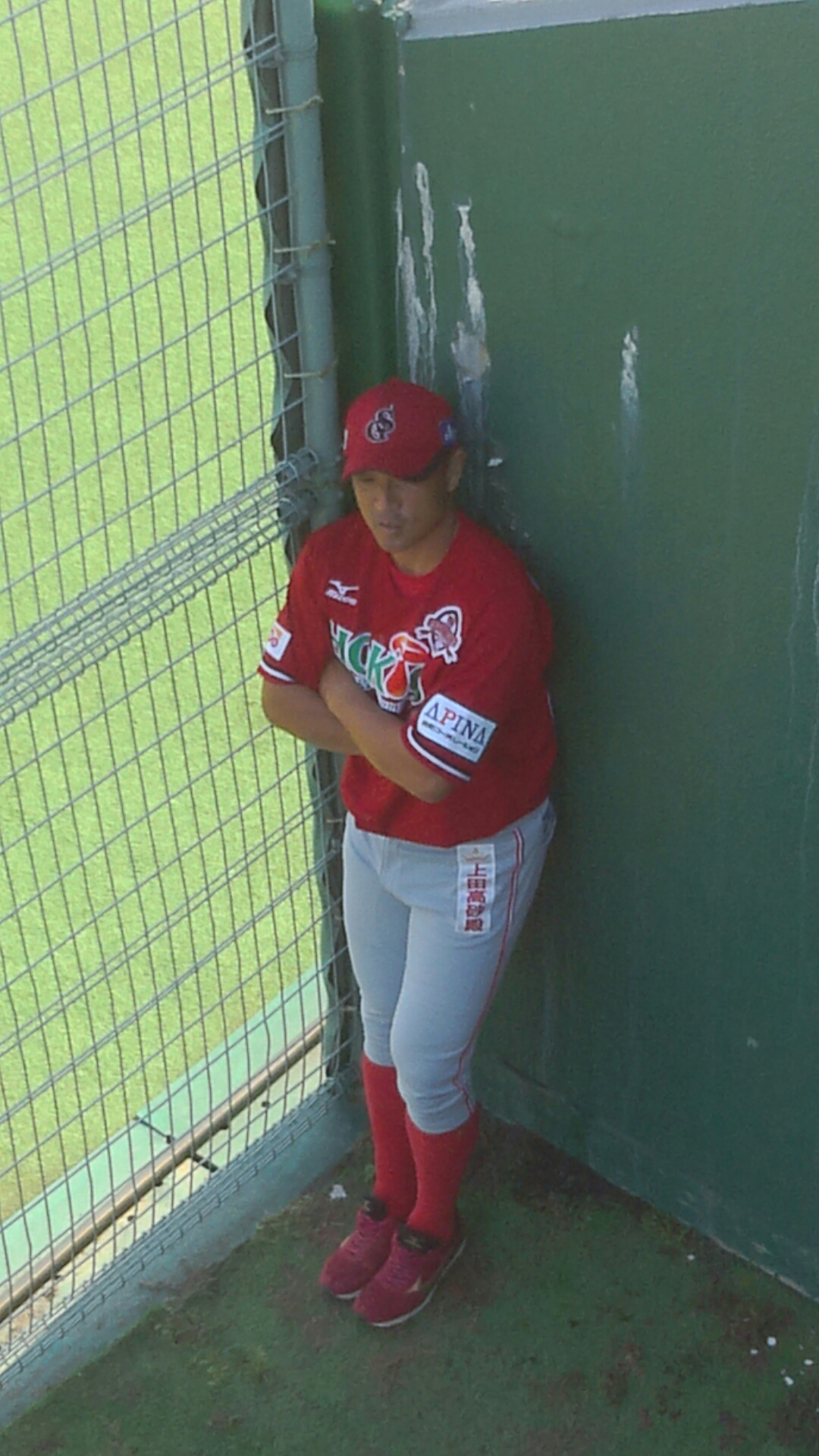
信濃グランセローズ時代
（2013年9月23日 松本市野球場）

2013年5月、独立リーグであるベースボール・チャレンジ・リーグの信濃グランセローズへ入団することが決まった。あわせて登録名を本名に戻している。6月8日、中野市営野球場にて記者会見を行い正式に入団。6月下旬、練習中の遠投により右肩を痛め、一度も登板することなくシーズンを終えた。12月3日、同年シーズンをもって辞任した岡本哲司にかわり信濃グランセローズの新監督へ就任することが発表された。
2014年7月21日の試合後、ベンチ前で行ったミーティングにて、3選手を平手打ちしたとし、7月24日に7試合の出場停止処分を受ける。9月15日の新潟戦（長野五輪）にて7年2か月ぶりとなる公式戦登板を果たし、打者1人を空振り三振に抑え、現役引退を表明。

### 現役引退後
2015年、中日ドラゴンズの二軍投手コーチに就任。背番号は「74」。
2016年は春季キャンプから一軍に配置転換された。これは、1月に腰のヘルニア摘出術を受けた近藤真市一軍投手コーチの長期休養に伴う措置である。これにより、編成部の朝倉健太（前年に引退）が兼任の形で二軍投手コーチとなった。2月23日、近藤の現場復帰を受け二軍に配置転換。9月26日、第1回WBSC U-23ワールドカップ日本代表コーチへの就任が発表された。背番号は「40」。
2017年は派遣コーチ兼国際渉外担当に配置転換。NPBでのコーチ登録のまま、エルパソ・チワワズ（パドレス傘下）の投手コーチブルペン担当に就任。また、長年国際渉外担当として在籍した足木敏郎の退団により、手薄となった北米における選手調査も担った。
2018年はNPBのコーチ登録を抹消され、引き続きアメリカに在住し、中日編成部としてスカウトおよびパドレス3Aのコーチを務めた。
2021年10月29日、中日ドラゴンズの一軍投手コーチへの就任が発表された。背番号は「76」。
2025年からは巡回投手・育成コーチに配置転換され、開幕前の3月にスコアラーも兼任となった。

## プレースタイル
ボールの出どころが見えにくいフォームから最速96mph（約154.5km/h）の速球と縦のスライダー、フォークボール、チェンジアップを投げる。特にスライダーはイチローから「球が消える」と評され、ラモン・ヘルナンデスは「他の球種が必要ないほどのスライダーだ」と賛辞を贈った。

## 人物
近鉄在籍時の背番号11は、大塚の尊敬する野茂英雄と同じ背番号を自身が希望したため（大塚がメジャーでのキャリアをスタートさせた際の背番号16も、野茂がメジャーリーガー（ロサンゼルス・ドジャース）としてキャリアをスタートしたときの背番号である）。WBC、レンジャーズでの背番号40は「四球ゼロ」および「試合が締まる」を意味している。
中日移籍後も近鉄時代の先輩である久保康生から譲り受けた（デサント製の）グラブを使用していた。
中日での在籍期間はわずか1年だったが、選手たちとの交流は続いていたという。落合英二とはメル友。日米野球で日本へ凱旋した際には「対戦したい選手は仲の良い井端」と発言している。岡本真也は大塚を師匠のように慕い、「2004年のリーグ優勝に大きく貢献できたのは大塚さんのおかげ」と述懐した。居心地の良さから、ポスティングの際にはメジャー移籍と中日残留とで随分迷ったという。そんな折、自分を一番必要としているはずの、当時中日の新監督となった落合博満から掛けられた、「自分が一番後悔しないように道を選ばなくちゃいけないぞ」という言葉に背中を押され、メジャー移籍を決断したという。
パドレス在籍時代、抑えたときの口癖である「よっしゃー!」がチームメイトの間で流行。その後、実況アナウンサーまで「よっしゃー!」を使用する事態となった。これを受け、ペトコ・パークでは大塚が最後の打者を打ち取るとバックスクリーンの大型ビジョンにて「YOSSHAA!」と表示された。2005年8月に開設したブログでは、通常1S、2S……と表記するセーブ数の記録を1Y、2Y……（Yは「よっしゃー!」の略）と表している。
日本代表としてWBC第1回大会への出場が決まった際には、アメリカ国内で放送されたESPNのWBC関連コマーシャルに日本代表として出演した（台詞はなし）。
当時パドレスのクローザーだったトレバー・ホフマンとは親交が深く、パドレス時代のシーズン中には病院や孤児院へ共に慰問している。テキサス・レンジャーズ移籍後は、登板の際に流す登場曲にホフマンの代名詞とも言えるAC/DCの『ヘルズ・ベルズ』を使用していた（当初はWBC第1回大会の際に決勝のみという条件でホフマンから使用許可をもらい、その後あらためてレギュラーシーズンでの使用を快諾されたという）。2004年にはホフマン、ジェイク・ピービーと共にパドレスの球団CMに出演。ホフマンとピービーから自身の入場テーマ曲を決めてはどうかと勧められた大塚が、和服を着た女性の三味線演奏をバックにモーニング娘。の「LOVEマシーン」を歌うというコミカルな内容であった。また、サンディエゴの害虫駆除会社のCMにも出演し、この時は食事中に害虫を見つけた大塚が「なんじゃこりゃ!?」と驚いた後にバットでその害虫を叩く（勢い余ってテーブルごと破壊する）というものであった。
野球のワールドカップ（現実世界のワールド・ベースボール・クラシックに相当）などを舞台にした、NHKのテレビアニメ『メジャー』において、長谷川滋利に代わって第5シリーズの野球監修を務めていた。
長男の大塚虎之介はサンディエゴ大学3年次（当時22歳、外野手）の2020年6月、MLBのドラフト指名漏れが話題となった。2021年9月に帰国し、プロテスト受験等を経た2022年1年「(NPB)ドラフトにかからなかったら引退する」という覚悟で茨城アストロプラネッツ（独立リーグ）でプレーした。同年9月の退団後はフィラデルフィア・フィリーズの国際スカウトに就任した。

## 詳細情報

### 年度別投手成績
| 年 度    | 球 団    | 登 板 | 先 発 | 完 投 | 完 封 | 無 四 球 | 勝 利 | 敗 戦 | セ 丨 ブ | ホ 丨 ル ド | 勝 率 | 打 者 | 投 球 回 | 被 安 打 | 被 本 塁 打 | 与 四 球 | 敬 遠 | 与 死 球 | 奪 三 振 | 暴 投 | ボ 丨 ク | 失 点 | 自 責 点 | 防 御 率 | W H I P |
| -------- | -------- | ----- | ----- | ----- | ----- | -------- | ----- | ----- | -------- | ----------- | ----- | ----- | -------- | -------- | ----------- | -------- | ----- | -------- | -------- | ----- | -------- | ----- | -------- | -------- | ------- |
| 1997     | 近鉄     | 52    | 0     | 0     | 0     | 0        | 4     | 5     | 7        | --          | .444  | 333   | 82.2     | 44       | 2           | 46       | 5     | 1        | 127      | 5     | 1        | 22    | 19       | 2.07     | 1.09    |
| 1998     | 近鉄     | 49    | 0     | 0     | 0     | 0        | 3     | 2     | 35       | --          | .600  | 235   | 55.1     | 43       | 5           | 25       | 4     | 3        | 74       | 5     | 2        | 19    | 13       | 2.11     | 1.23    |
| 1999     | 近鉄     | 25    | 0     | 0     | 0     | 0        | 1     | 4     | 6        | --          | .200  | 125   | 29.2     | 24       | 1           | 10       | 2     | 2        | 32       | 0     | 0        | 12    | 9        | 2.73     | 1.15    |
| 2000     | 近鉄     | 39    | 0     | 0     | 0     | 0        | 1     | 3     | 24       | --          | .250  | 166   | 41.2     | 31       | 3           | 13       | 1     | 0        | 49       | 4     | 0        | 11    | 11       | 2.38     | 1.06    |
| 2001     | 近鉄     | 48    | 0     | 0     | 0     | 0        | 2     | 5     | 26       | --          | .286  | 228   | 56.0     | 42       | 7           | 15       | 2     | 0        | 82       | 5     | 1        | 25    | 25       | 4.02     | 1.02    |
| 2002     | 近鉄     | 41    | 0     | 0     | 0     | 0        | 2     | 1     | 22       | --          | .667  | 153   | 42.1     | 22       | 4           | 3        | 0     | 0        | 54       | 1     | 0        | 7     | 6        | 1.28     | 0.59    |
| 2003     | 中日     | 51    | 0     | 0     | 0     | 0        | 1     | 3     | 17       | --          | .250  | 164   | 43.0     | 31       | 4           | 5        | 0     | 1        | 56       | 0     | 1        | 10    | 10       | 2.09     | 0.84    |
| 2004     | SD       | 73    | 0     | 0     | 0     | 0        | 7     | 2     | 2        | 34          | .778  | 312   | 77.1     | 56       | 6           | 26       | 6     | 0        | 87       | 0     | 0        | 16    | 15       | 1.75     | 1.06    |
| 2005     | SD       | 66    | 0     | 0     | 0     | 0        | 2     | 8     | 1        | 22          | .200  | 276   | 62.2     | 55       | 3           | 34       | 8     | 2        | 60       | 1     | 0        | 28    | 25       | 3.59     | 1.42    |
| 2006     | TEX      | 63    | 0     | 0     | 0     | 0        | 2     | 4     | 32       | 7           | .333  | 232   | 59.2     | 53       | 3           | 11       | 0     | 0        | 47       | 3     | 0        | 17    | 14       | 2.11     | 1.07    |
| 2007     | TEX      | 34    | 0     | 0     | 0     | 0        | 2     | 1     | 4        | 11          | .667  | 131   | 32.1     | 26       | 0           | 9        | 1     | 0        | 23       | 0     | 0        | 10    | 9        | 2.51     | 1.08    |
| NPB：7年 | NPB：7年 | 305   | 0     | 0     | 0     | 0        | 14    | 23    | 137      | --          | .378  | 1404  | 350.2    | 237      | 26          | 117      | 14    | 7        | 474      | 20    | 5        | 106   | 93       | 2.39     | 1.01    |
| MLB：4年 | MLB：4年 | 236   | 0     | 0     | 0     | 0        | 13    | 15    | 39       | 74          | .464  | 951   | 232.0    | 190      | 12          | 80       | 15    | 2        | 217      | 4     | 0        | 71    | 63       | 2.44     | 1.16    |

- 各年度の太字はリーグ最高
- 「-」は記録なし

### 年度別守備成績
| 年 度 | 球 団 | 投手（P） | 投手（P） | 投手（P） | 投手（P） | 投手（P） | 投手（P） |
| 年 度 | 球 団 | 試 合     | 刺 殺     | 補 殺     | 失 策     | 併 殺     | 守 備 率  |
| ----- | ----- | --------- | --------- | --------- | --------- | --------- | --------- |
| 1997  | 近鉄  | 52        | 1         | 11        | 0         | 2         | 1.000     |
| 1998  | 近鉄  | 49        | 4         | 4         | 0         | 0         | 1.000     |
| 1999  | 近鉄  | 25        | 0         | 3         | 1         | 0         | .750      |
| 2000  | 近鉄  | 39        | 2         | 2         | 0         | 0         | 1.000     |
| 2001  | 近鉄  | 48        | 1         | 7         | 1         | 0         | .889      |
| 2002  | 近鉄  | 41        | 2         | 5         | 1         | 0         | .875      |
| 2003  | 中日  | 51        | 5         | 5         | 0         | 1         | 1.000     |
| 2004  | SD    | 73        | 7         | 11        | 2         | 1         | .900      |
| 2005  | SD    | 66        | 5         | 7         | 1         | 1         | .923      |
| 2006  | TEX   | 63        | 3         | 10        | 1         | 2         | .929      |
| 2007  | TEX   | 34        | 2         | 2         | 1         | 0         | .800      |
| NPB   | NPB   | 305       | 15        | 37        | 3         | 3         | .945      |
| MLB   | MLB   | 236       | 17        | 30        | 5         | 4         | .904      |

### WBCでの投手成績
| 年 度 | 代 表 | 登 板 | 先 発 | 勝 利 | 敗 戦 | セ ｜ ブ | 打 者 | 投 球 回 | 被 安 打 | 被 本 塁 打 | 与 四 球 | 敬 遠 | 与 死 球 | 奪 三 振 | 暴 投 | ボ ｜ ク | 失 点 | 自 責 点 | 防 御 率 |
| ----- | ----- | ----- | ----- | ----- | ----- | -------- | ----- | -------- | -------- | ----------- | -------- | ----- | -------- | -------- | ----- | -------- | ----- | -------- | -------- |
| 2006  | 日本  | 5     | 0     | 0     | 0     | 1        | 21    | 5.2      | 2        | 0           | 0        | 0     | 2        | 8        | 1     | 0        | 1     | 1        | 1.59     |

### 独立リーグでの投手成績
| 年 度     | 球 団     | 登 板 | 勝 利 | 敗 戦 | セ 丨 ブ | 完 投 | 勝 率 | 投 球 回 | 打 者 | 被 安 打 | 被 本 塁 打 | 奪 三 振 | 与 四 球 | 与 死 球 | 失 点 | 自 責 点 | 暴 投 | ボ 丨 ク | 失 策 | 防 御 率 | W H I P |
| --------- | --------- | ----- | ----- | ----- | -------- | ----- | ----- | -------- | ----- | -------- | ----------- | -------- | -------- | -------- | ----- | -------- | ----- | -------- | ----- | -------- | ------- |
| 2014      | 信濃      | 1     | 0     | 0     | 0        | 0     | ----  | 0.1      | 1     | 0        | 0           | 1        | 0        | 0        | 0     | 0        | 0     | 0        | 0     | 0.00     | 0.00    |
| 通算：1年 | 通算：1年 | 1     | 0     | 0     | 0        | 0     | ----  | 0.1      | 1     | 0        | 0           | 1        | 0        | 0        | 0     | 0        | 0     | 0        | 0     | 0.00     | 0.00    |

### タイトル
NPB
- 最優秀救援投手：1回（1998年）

### 表彰
NPB
- 月間MVP：2回（投手部門：1998年6月、2001年9月）
- ファイアマン賞：1回（1998年）
- IBMプレイヤー・オブ・ザ・イヤー賞：1回（1998年）

その他
- 千葉市市民栄誉賞（2006年）[29]

### 記録

#### NPB
初記録
- 初登板：1997年5月13日、対福岡ダイエーホークス7回戦（ナゴヤドーム）、6回表に2番手で救援登板、2回無失点
- 初奪三振：同上、6回表に若井基安から
- 初勝利：1997年5月21日、対千葉ロッテマリーンズ7回戦（千葉マリンスタジアム）、6回裏二死に2番手で救援登板、1回1/3を無失点
- 初セーブ：1997年5月24日、対福岡ダイエーホークス11回戦（福岡ドーム）、9回裏一死に2番手で救援登板・完了、2/3回無失点

節目の記録
- 100セーブ：2002年7月17日、対オリックス・ブルーウェーブ14回戦（大阪ドーム）、9回表に5番手で救援登板・完了、1回無失点 ※史上14人目

その他の記録
- オールスターゲーム出場：1回（1998年）

### 背番号
- 11（1997年 - 2002年、2013年 - 2014年）
- 64（2003年）
- 16（2004年 - 2005年）
- 40（2006年 - 2007年）
- 74（2015年 - 2017年）
- 76（2022年 - ）

### 登録名
- 大塚 晶文（おおつか あきのり、1997年 - 2003年6月17日、2013年6月8日 - ）
- 大塚 晶則（おおつか あきのり、2003年6月18日 - 2007年）

### 代表歴
- 2006 ワールド・ベースボール・クラシック日本代表

### コーチ歴
- 2016 WBSC U-23ワールドカップ 日本代表

## 関連情報

### 著書
- 『約束のマウンド』（双葉社、2007年4月）ISBN 978-4575299649